# Carroll Glenn

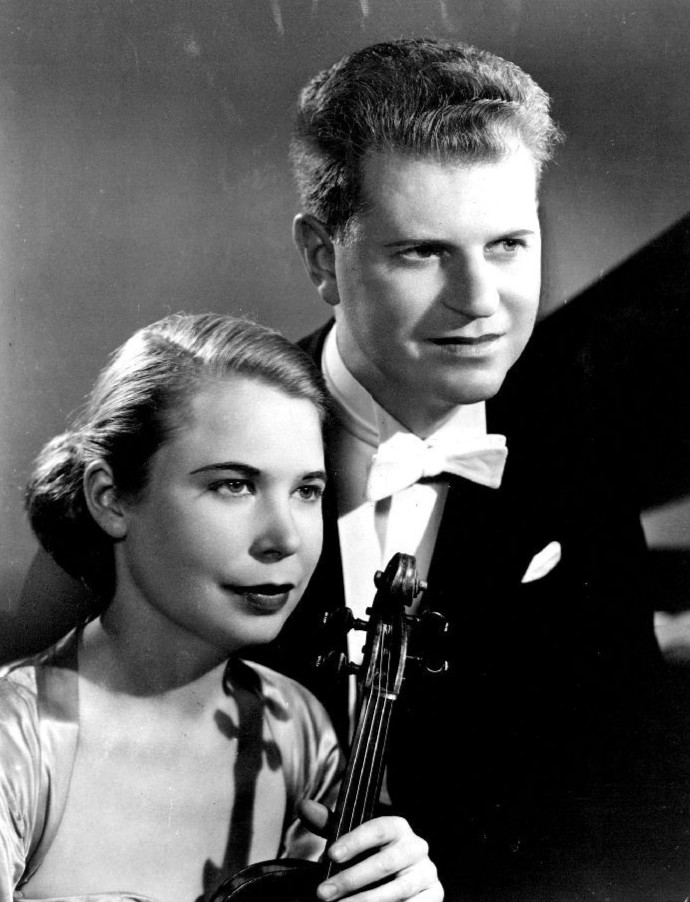
Carroll Glenn gemeinsam mit ihrem Ehemann Eugene List (1953)

Elizabeth Carroll Glenn (* 28. Oktober 1918 in Richmond, Virginia; † 25. April 1983 in New York, New York) war eine US-amerikanische Violinistin, Musikpädagogin und Hochschullehrerin. Als Solistin arbeitete sie mit den international führenden Musikorchestern sowie Dirigenten ihrer Zeit zusammen. Auch trat sie häufig mit ihrem Ehemann, dem bekannten Pianisten Eugene List, auf.

## Leben
Carroll Glenn wuchs in Chester (South Carolina) auf. Bereits ab dem vierten Lebensjahr wurde sie von ihrer Mutter an der Violine unterrichtet. Später war sie auch Schülerin von Felice de Horvath in Columbia. Als 11-Jährige übersiedelte Glenn nach New York, wo sie an der dortigen Juilliard School bei Édouard Dethier studierte. Sie war bis dahin die jüngste Schülerin, die an dem renommierten Konservatorium Aufnahme fand. Mit 15 Jahren schloss sie die musikalische Ausbildung an der Juilliard ab.
Von 1943 bis zu ihrem Tod war sie mit dem US-amerikanischen Pianisten Eugene List (1918–1985) verheiratet. Aus der Ehe stammten zwei Töchter. Das international auch unabhängig voneinander tätige Paar war in den 1960er-Jahren darauf bedacht, mindestens zehn Konzerte im Jahr gemeinsam zu spielen.
1983 starb Glenn im Alter von 64 Jahren an den Folgen eines Hirntumors im Lenox Hill Hospital in Manhattan. Sie lebte zuletzt abwechselnd in New York und in Manchester (Vermont).

## Karriere
Früh machte Glenn als talentierte Violinistin in ihrem Heimatland auf sich aufmerksam. Bis zu ihrem 21. Lebensjahr hatte sie alle wichtigen US-amerikanischen Preise für Nachwuchsmusiker auf sich vereinen können – den Naumburg Prize (1938), das Schubert Memorial sowie die Auszeichnungen der National Federation of Music Clubs und der New Yorker Town Hall (erster Auftritt dort am 7. November 1938, nach Gewinn des Naumburg Prize).
Ab 1941 trat Glenn als Solistin mit vielen US-amerikanischen Orchestern auf. Auch gab sie regelmäßig Konzerte mit ihrem Ehemann Eugene List. Ab dem Zweiten Weltkrieg folgten auch regelmäßig Gastspielreisen der beiden nach Europa. Glenns Spiel wurde als „kühn“ gelobt und sie bevorzugte die Werke amerikanischer Komponisten. Während ihrer Karriere arbeitete Glenn als Solistin weltweit mit den führenden Orchestern und Dirigenten zusammen, darunter Dimitri Mitropoulos, Pierre Monteux und Eugene Ormandy. Im Studio spielte sie alle Werke von Tschaikowski für Geige und Orchester sowie sämtliche Stücke von Richard Strauss für Streich- und Klavierinstrumente ein. Eigenen Angaben zufolge wirkte sie für Westminster Records in Wien gemeinsam mit ihrem Ehemann auch an der ersten Aufnahme einer Ungarischen Rhapsodie mit, die Liszt einzig für die Violine komponiert hatte. Ebenso nahm sie Werke des Komponisten Andrew Imbrie sowie frühe italienische Violinkonzerte auf. Bei eigenen Konzerten war es ihr wichtig, selten gehörte Werke für das Publikum zur Aufführung zu bringen.
Gemeinsam mit ihrem Ehemann rief Glenn das Southern Vermont Music Festival an ihrem Wohnort Manchester (Vermont) ins Leben. Daneben unterrichtete sie von 1964 bis 1975 an der Eastman School of Music. Ab 1975 lehrte sie an der Manhattan School of Music und am Queens College, City University of New York. Weitere Hochschulen, an denen Glenn wirkte, waren die North Texas State University, die Temple University und das National Music Camp in Interlochen (Michigan).
Ihre letzte Tournee absolvierte Glenn im Sommer 1981 durch die Volksrepublik China. Dort spielte sie Recitals sowie mit Orchestern und lehrte an Konservatorien in Peking und Shanghai.
Als Violine stand Glenn ab 1944 die von Guarneri del Gesù im Jahr 1742 erbaute „Dragonetti-Walton“ zur Verfügung.